# أوغستين برنارد
أوغستين برنارد (بالفرنسية: Augustin Bernard) (و. 1865 – 1947 م) هو مؤرخ، وجغرافي، من فرنسا، كان عضوًا في أكاديمية العلوم الأخلاقية والسياسية الفرنسية، توفي عن عمر يناهز 82 عاماً.

## جوائز
حصل على جوائز منها:
- نيشان جوقة الشرف من رتبة ضابط.